# خیرآباد (بخش مرکزی نائین)
خیرآباد یک منطقهٔ مسکونی در ایران است که در استان اصفهان واقع شده‌است.